# Michaël Guigou
Michaël Guigou (født 28. januar 1982 i Apt) er en fransk tidligere håndboldspiller og nuværende -træner. Han spillede størstedelen af sin karriere for ligaklubben Montpellier HB og havde en lang karriere på det franske landshold og var med til at vinde OL-, VM- og EM-medaljer.

## Karriere

### Klubhold
Efter at have spillet i mindre klubber kom Guigou, der var venstre fløj, i 1999 til Montpellier, hvor han spillede i tyve år. Han var her med til at vinde det franske mesterskab ti gange, pokalturneringen syv gange samt Champions League to gange (2003 og 2018). Han havde en nøglerolle i sejren i 2003, da han scorede ti mål i returkampen mod Portland San Antonio, og han var anfører på holdet, da det vandt pokalen anden gang i 2018. I 2019 skiftede han som 37-årig til USAM Nîmes Gard, hvor han efter tre sæsoner indstillede sin aktive karriere som 40-årig.

### Landshold
Guigou debuterede på det franske landshold i 2002 og var en del af holdet frem til 2021. Han var dermed med på holdet, der vandt tre OL-guld, fire VM-guld og tre EM-guld. Han nåede i alt 303 landskampe og scorede her 1021 mål.
VM-medaljer
- Bronze VM 2006
- Guld VM 2009
- Guld VM 2011
- Guld VM 2015
- Guld VM 2017
- Bronze VM 2019

EM-medaljer
- Guld EM 2006
- Guld EM 2010
- Guld EM 2014
- Bronze EM 2018

#### OL
Goigou var med til OL første gang i 2004 i Athen, hvor Frankrig blev nummer fem, den eneste gang han ikke var med til at vinde OL-medalje.
Ved OL 2008 vandt Frankrig sikkert sin indledende pulje og besejrede derpå Rusland i kvartfinalen. I semifinalen blev det en snæver sejr over Kroatien, inden Frankrig i finalen mødte turneringens overraskelse, Island. Her kom franskmændene snart foran med fire mål i første halvleg, hvilket blev øget til ni mål på et tidspunkt i anden halvleg, inden de slappede lidt af og vandt med 28-23 og dermed sikrede sig guldet.
Ved OL 2012 i London var franskmændene store favoritter som forsvarende olympiske mestre samt verdensmestre fra 2009 og 2011. De vandt deres første kampe i indledende pulje, inden de i den sidste tabte med et enkelt mål til Island. I kvartfinalen blev det en snæver sejr over Spanien, hvorpå de i semifinalen vandt over Kroatien. I finalen mødte de Sverige og vandt med 22-21 i en tæt finale. Frankrig blev dermed det første hold, der vandt guldmedaljer ved to på hinanden følgende olympiske lege.
Frankrig havde chancen for hattrick ved OL 2016 i Rio de Janeiro. I indledende pulje blev de nummer to med samme pointtal som Slovenien, der vandt puljen, hvorpå de i kvartfinalen klart besejrede værtsnationen fra Brasilien. I semifinalen blev det en snæver sejr over Tyskland, hvorpå de igen var i finalen, denne gang mod Danmark. Men denne gang måtte franskmændene nøjes med sølv efter nederlag på 26-28 til danskerne.
Guigous sidste OL blev legene 2020 (afholdt 2021) i Tokyo, og her vandt Frankrig deres indledende pulje, hvorpå holdet udraderede Bahrain i kvartfinalen samt i en noget tættere kamp besejrede Egypten i semifinalen. Finalen blev derpå et revancheopgør mellem Frankrig og Danmark, og denne gang vandt fransmændene med 25-23, hvilket indbragte Guigou sin tredje OL-guldmedalje.

## Trænerkarriere
I september 2024 blev Guigou træner for det franske U/17-landshold.

## Hæder
I 2023 blev han optaget i europæisk håndbolds Hall of Fame.